# CD-Extra
CD-Extra – format zapisu płyt CD łączący możliwość zapisu na jednej płycie plików binarnych oraz utworów muzycznych w formacie CD-Audio. Inne nazwy tego formatu to: Enhanced CD i CD-Plus.
Płyta tego typu składa się z co najmniej dwóch sesji: ścieżek audio i systemu plików. Dobranie takiego układu powoduje, że odtwarzacze CD-Audio widzą tylko pierwszą sesję, dlatego nie są odtwarzane fragmenty zawierające dane. Natomiast odtwarzacze komputerowe mają dostęp do wszystkich.